# Jonathan Brandis
Jonathan Gregory Brandis (Danbury, Connecticut, 13 de abril de 1976-Los Ángeles, 12 de noviembre de 2003) fue un actor estadounidense. Comenzando su carrera como modelo infantil, Brandis pasó a actuar en comerciales y posteriormente obtuvo papeles en televisión y cine. Brandis hizo su debut como actor en 1982 como Kevin Buchanan en la telenovela One Life to Live. En 1990, interpretó a Bill Denbrough en la miniserie de terror sobrenatural de Stephen King It. También en 1990, interpretó a Bastian Bux en The NeverEnding Story II: The Next Chapter. En 1993, a la edad de diecisiete años, fue elegido para el papel de Lucas Wolenczak, un adolescente prodigio en la serie SeaQuest DSV, de NBC. El personaje era popular entre los espectadores adolescentes y Brandis aparecía regularmente en revistas para adolescentes. Se suicidó por ahorcamiento en 2003 después de un período de gran consumo de alcohol y reveses profesionales.

## Biografía
Jonathan Brandis nació en Danbury, Connecticut, hijo único de Mary, maestra y gerente personal, y Gregory Brandis, distribuidor de alimentos y bombero. A la edad de dos años, comenzó su carrera como modelo infantil de zapatos Buster Brown. A la edad de cuatro años, Brandis comenzó a actuar en comerciales de televisión. Asistió a la Escuela Profesional del Valle de San Fernando, donde se graduó en 1993.

## Carrera
A la edad de seis años, Brandis obtuvo el papel de Kevin Buchanan en la telenovela One Life to Live. Se mudó a Los Ángeles con su familia, a los nueve años, e hizo apariciones especiales en programas como Blossom; L.A. Law; ¿Quién es el jefe?; Murder, She Wrote; Los años maravillosos; Full House, y Kate & Allie.
A la edad de catorce años, Brandis interpretó su primer papel protagónico como Bastian Bux en The NeverEnding Story II: The Next Chapter. El mismo año, Brandis interpretó al joven «Stuttering Bill» Denbrough en la miniserie de 1990 Stephen King's It, junto a Tim Curry, basada en la épica novela de terror del mismo nombre. La actuación de Brandis en la película fue alabada por la crítica y el público. Luego, Brandis apareció en Sidekicks, película coprotagonizada por Chuck Norris, y en Ladybugs, con el actor y comediante Rodney Dangerfield.
Alrededor de los diecisiete años, Brandis consiguió uno de sus papeles más conocidos, como el científico prodigio Lucas Wolenczak en la serie de ciencia ficción futurista SeaQuest DSV, de Steven Spielberg. El papel lo impulsó al estatus de ídolo adolescente. En el apogeo de su popularidad, Brandis recibió aproximadamente cuatro mil cartas de fans a la semana y tuvo que ser escoltado al set de SeaQuest DSV por tres guardias de seguridad del estudio debido a la gran cantidad de fans femeninas presentes. Prestó su voz a Mozenrath, un joven hechicero y nigromante malvado, en la serie animada de Disney Aladdin.
Después de que en 1996 fuera cancelada SeaQuest DSV, Brandis apareció en la película para televisión Her Last Chance, protagonizada por Kellie Martin. Su siguiente papel fue en la película para televisión Born Free: A New Adventure. Filmada en Sudáfrica, la película también fue protagonizada por Chris Noth como el padre del personaje de Brandis. Continuó su carrera en papeles secundarios en Outside Providence (1999) y Ride with the Devil (1999). En 2000, coprotagonizó Bad Girls from Valley High, que, debido a problemas de distribución, no se estrenó hasta 2005. Brandis tuvo un pequeño papel en Hart's War (2002). Al año siguiente, fue elegido para 111 Gramercy Park, un piloto que no fue recogido por la cadena. Hizo su última aparición en pantalla en el drama de acción Puerto Vallarta Squeeze, protagonizada por Harvey Keitel y Scott Glenn. Esa película también fue estrenada póstumamente.

## Vida personal
De 1995 a 1998, Brandis salió con la actriz y cantante Tatyana Ali. La entonces pareja apareció en un artículo de la revista People en julio de 1995.

## Muerte
El 11 de noviembre de 2003, Brandis fue encontrado ahorcado en el pasillo de su apartamento de Los Ángeles. Fue trasladado al Centro Médico Cedars-Sinaí y murió al día siguiente de las heridas sufridas por el ahorcamiento. Tenía veintisiete años. Su cuerpo fue incinerado y las cenizas entregadas a su familia.
Brandis no dejó una nota de suicidio. Después de su muerte, sus amigos informaron que estaba deprimido por la decadencia de su carrera. Según los informes, se sintió decepcionado cuando su aparición en el drama bélico de 2002 Hart's War, un papel que esperaba que reviviera su carrera, se redujo significativamente en el corte final de la película. Brandis comenzó a beber mucho y dijo que tenía la intención de suicidarse.

## Filmografía

### Cine
| Año  | Película                                          | Papel                 | Título en inglés                                      |
| ---- | ------------------------------------------------- | --------------------- | ----------------------------------------------------- |
| 1987 | Atracción fatal                                   | Invitado a la fiesta  | Fatal Attraction                                      |
| 1988 | Oliver y su pandilla                              | Voz                   | Oliver & Company                                      |
| 1988 | The Wrong Guys                                    | Tim, el niño          |                                                       |
| 1989 | El padrastro 2                                    | Todd Grayland         | Stepfather II o The Stepfather 2: Make Room for Daddy |
| 1990 | Eso                                               | Bill Denbrough (niño) | It                                                    |
| 1990 | La historia interminable 2: El siguiente capítulo | Bastian Baltasar Bux  | The NeverEnding Story II: The Next Chapter            |
| 1990 | Ghost Dad                                         | Voces adicionales     |                                                       |
| 1992 | Juntos para vencer                                | Barry Gabrewski       | Sidekicks                                             |
| 1992 | Todo por mi chica                                 | Matthew/Martha        | Ladybugs                                              |
| 1998 | Aladdin's Arabian Adventures: Magic Makers        | Mozenrath (voz)       |                                                       |
| 1998 | Between the Sheets                                | Robert Avacado        |                                                       |
| 1999 | Cabalga con el diablo                             | Cave Wyatt            | Ride with the Devil                                   |
| 1999 | No puedo perderte por algo tan tonto como el sexo | Mousy                 | Outside Providence                                    |
| 2002 | The Year That Trembled                            | Casey Pedersen        |                                                       |
| 2004 | The Slainesville Boys                             | Director/productor    | Publicada póstumamente                                |
| 2005 | Las chicas malas del valle                        | Drew                  | Bad Girls from Valley High                            |

### Televisión
| Año       | Título                                          | Papel                            | Título en inglés   | Tipo         |
| --------- | ----------------------------------------------- | -------------------------------- | ------------------ | ------------ |
| 1982      | One Life to Live                                | Kevin Riley Buchanan de joven    |                    |              |
| 1984      | Kate & Allie                                    | Amigo de Chip                    |                    | 1 episodio   |
| 1986      | Martillo Hammer                                 | Young Sledge                     | Sledge Hammer!     | 1 episodio   |
| 1986      | Mystery Magical Special                         | Jonathan                         |                    |              |
| 1987      | Poor Little Rich Girl: The Barbara Hutton Story | Lance a los once años            |                    | Película     |
| 1987      | La ley de Los Ángeles                           | Kevin Talbot                     | L. A. Law          | 2 episodios  |
| 1987      | Good Morning, Miss Bliss                        | Michael Thompson                 |                    | 1 episodio   |
| 1988      | Webster                                         | Bobby                            |                    | 1 episodio   |
| 1988      | Mars: Base One                                  |                                  |                    | Película     |
| 1989      | ¿Quién es el jefe?                              | Paul                             | Who's the Boss?    | 1 episodio   |
| 1989      | Padres forzosos                                 | Michael                          | Full House         | 1 episodio   |
| 1990      | It                                              | Bill Denbrough (a los doce años) |                    | Película     |
| 1990      | Los Munster de hoy                              | Matt Glover                      | The Munsters Today | 1 episodio   |
| 1990      | Flash                                           | Terry Cohan                      | The Flash          | 1 episodio   |
| 1990      | Alien Nation                                    | Andron                           |                    | 1 episodio   |
| 1990      | Se ha escrito un crimen                         | Kevin Bryce                      | Murder, She Wrote  | 1 episodio   |
| 1991      | Blossom                                         | Stevie                           |                    | 1 episodio   |
| 1991      | Our Shining Moment                              | Michael «Scooter» McGuire        |                    | Película     |
| 1991      | Aquellos maravillosos años                      | Steve                            | The Wonder Years   | 1 episodio   |
| 1992      | Crossroads                                      | Michael Stahl                    |                    | 1 episodio   |
| 1993      | Saved by the Bell: The College Years            | Él mismo                         |                    | 1 episodio   |
| 1993-1996 | Los vigilantes del fondo del mar                | Lucas Wolenczak                  | SeaQuest DSV       | 57 episodios |
| 1994      | Good King Wenceslas                             | Príncipe Wenceslas               |                    | Película     |
| 1994-1995 | Aladdin                                         | Mozenrath (voz)                  |                    | 8 episodios  |
| 1996      | Empujada al vacío                               | Chad                             | Fall Into Darkness | Película     |
| 1996      | Born Free: A New Adventure                      | Randal «Rand» Everett Thompson   |                    | Película     |
| 1996      | Her Last Chance                                 | Preston Altherton                |                    | Película     |
| 1997      | Two Came Back                                   | Jason                            |                    | Película     |
| 2003      | 111 Gramercy Park                               | Will Karnegian                   |                    |              |